# Ismael Borrero
Ismael Borrero Molina (Santiago di Cuba, 6 gennaio 1992) è un lottatore cubano, campione olimpico nella categoria 59 kg (greco-romana) ai Giochi di Rio de Janeiro 2016.

## Palmarès
- Giochi olimpici

Rio de Janeiro 2016: oro nella 59 kg.
- Mondiali

Las Vegas 2015: oro nei 59 kg.
Nur-Sultan 2019: oro nei 67 kg.
- Giochi panamericani

Lima 2019: oro nei 67 kg.
- Campionati panamericani

Colorado Springs 2012: oro nei 60 kg.
Panama 2013: oro nei 60 kg.
Città del Messico 2014: oro nei 59 kg.
Lima 2018: oro nei 67 kg.
Buenos Aires 2019: oro nei 67 kg.
- Giochi centramericani e caraibici

Veracruz 2014: oro nei 59 kg.
Barranquilla 2018: oro nei 67 kg.